# Manaus
Manaus er en brasiliansk storby. Byen er hovedstad i delstaten Amazonas og har 2.063.689 (2022) indbyggere. Byen ligger ved floden Rio Negro-floden nær dens udmunding i Amazonfloden.

## Geografi
Manaus er den største by i det nordlige Brasilien med et areal på 445 km² med en tæthed på 4.927 indbyggere/km². Byen ligger 92 moh. på den venstre bred af Rio Negro midt i junglen. Nabobyerne er Presidente Figueiredo, Careiro, Iranduba, Rio Preto da Eva, Itacoatiara og Novo Airão.
Afstanden til Amazonas munding i Atlanterhavet nær Belém er der omkring 1700 kilometer langs Amazonas og 1500 kilometer i luftenlinje.
Manaus er opdelt i seks zoner (Zona Leste, Zona Norte, Zona Oeste, Zona Centro-Oeste, Zona Sul og Zona Centro-Sul) og fjorten distrikter. Byens sociale centrum ligger i syd i zonen Zona Sul, direkte på Rio Negros bred omkring havnen i bydelen Centro.

### Klima
| J F M A M J J A S O N D 264 30 23 290 30 23 335 31 23 311 31 23 279 31 23 115 31 23 85 31 22 47 32 23 74 33 23 113 33 23 174 32 23 220 31 23 Gennemsnitlige max. og min. temperaturer i °C Nedbørsmængde i mm Kilde: TWC |           |           |           |           |           |          |          |          |           |           |           |
| J | F         | M         | A         | M         | J         | J        | A        | S        | O         | N         | D         |
| 264 30 23 | 290 30 23 | 335 31 23 | 311 31 23 | 279 31 23 | 115 31 23 | 85 31 22 | 47 32 23 | 74 33 23 | 113 33 23 | 174 32 23 | 220 31 23 |
| Gennemsnitlige max. og min. temperaturer i °C |           |           |           |           |           |          |          |          |           |           |           |
| Nedbørsmængde i mm |           |           |           |           |           |          |          |          |           |           |           |
| Kilde: TWC |           |           |           |           |           |          |          |          |           |           |           |

| J                                             | F         | M         | A         | M         | J         | J        | A        | S        | O         | N         | D         |
| 264 30 23                                     | 290 30 23 | 335 31 23 | 311 31 23 | 279 31 23 | 115 31 23 | 85 31 22 | 47 32 23 | 74 33 23 | 113 33 23 | 174 32 23 | 220 31 23 |
| Gennemsnitlige max. og min. temperaturer i °C |           |           |           |           |           |          |          |          |           |           |           |
| Nedbørsmængde i mm                            |           |           |           |           |           |          |          |          |           |           |           |
| Kilde: TWC                                    |           |           |           |           |           |          |          |          |           |           |           |

Manaus har et tropisk monsunklima (Am) i henhold til Köppens klimaklassifikation, med en gennemsnitlig årlig kompenseret temperatur på 27,6 °C og en relativt høj luftfugtighed, med et regnindeks på ca. 2.300 mm årligt. Årstiderne er relativt veldefinerede med hensyn til regn: vinteren er forholdsvis tør (juli til september), og sommeren er meget regnfuld. Den tørreste måned, august, der har mindre end 60 mm nedbør. Der har været lejlighedsvis forekomster af hagl i byen.

## Befolkningsudvikling
| År   | Indbyggere |
| ---- | ---------- |
| 1787 | 301        |
| 1914 | 50.000     |
| 1970 | 300.000    |
| 1985 | 800.000    |
| 1996 | 1.157.357  |
| 2000 | 1.405.835  |
| 2004 | 1.592.555  |
| 2006 | 1.688.524  |
| 2010 | 1.802.014  |

Manaus havde 1.802.014 indbyggere i 2010, hvoraf 51,19% kvinder og 48,81% mænd, og var den syvende største by i Brasilien. Området "Cidade Nova" (den nye by) var med 500.000 indbyggere, både efter befolkning og område det største distrikt. Byen blev grundlagt af guvernør José Lindoso som boligområde til de mennesker, der kom til Brasilien for at arbejde i Zona Franca. Projektet Cidade Nova blev oprindeligt planlagt til 1800 huse, men blev ekspanderet meget hurtigt.

## Økonomi og infrastruktur
Byens strøm- og vandforsyning sikres af de statsejede virksomheder Electronorte og Agua Amazonas. Renovationen og gadevedligeholdelsen udføres af byadministrationen.
Selv om affaldet ikke sorteres af husholdningerne, men indsamles samlet, findes der flere virksomheder inden for plast-, papir- og aluminiumsgenbrug. Nogle af disse virksomheder køber affaldet og sorterer det for at sikre deres råmaterialetilførsel.